# 自然類
自然類是一個科學哲學術語，指的是在科學實在論的前提下，那些客觀存在於現實世界、獨立於人類判定之外的「類」；或者是在工具論的前提下，對人類來說因為實用而定義出的「類」。
一些觀點認為科學就是人類不斷找尋和定義各個自然類。這裡的「類」是集合，裡面包括所有符合定義的實體，有一樣的性質。例如水是H2O、人會死、烏鴉是黑的。自然類是否存在，或者該如何定義，是科學哲學爭論的主題之一。像物理學的標準模型中描述的基本粒子被認為是自然類，自然界不存在的人工合成元素或許也能算自然類，但人工合成的化合物、以至於混合物要算是自然類就比較可疑。

## 歷史
自然類這個概念最初由亞里斯多德提出，他認為所有人類可以認知到的東西都是自然類。人類觀察到自然類中的一部份物件，然後依據歸納法和演繹法來推論出各個確實存在的自然類有哪些恆常的本質，以此解釋自然界:529–32。
如今大多數學者不再支持亞里斯多德原初的想法。約翰·杜威認為自然類不存在，只是反映一種過時的科學哲學觀點，他的立場現在在學界佔少數。威拉德·范奧曼·奎因和希拉里·空布利斯（Hilary Kornblith）認為自然類確實存在，是現實中不變的結構，他們的觀點佔主流。張夏碩和拉斯姆斯·溫特（Rasmus Winther）的新觀點則是自然類代表科學界中不斷改變中的實用定義。

## 杜威
1938年約翰·杜威出板《Logic: The Theory of Inquiry》，主張現代科學中的歸納和演繹是用來定義和預測各個「類」的性質，科學理論是在有限情況下成立的條件句，而且也是不斷修正中的假說，其中定義的各種概念只是方便的假想，不是真正存在的自然類。:283–4
杜威以晨露為例。西方自古以來認為露水是從天而降的雨滴，帶有雨水這個自然類的性質。至十九世記初，有些科學家開始研究為什麼沒下雨也會出現露水，最後透過「物質相的變化」這樣的過程來解釋露水如何形成，而不是透過解釋雨水或液態水這些自然類的特性來解釋露水如何形成。:425-432
杜威因此說明自然不是由自然類構成，而是一系列的未知的運行規則，可以透過科學研究找尋出來。科學知識是帶有不確定性的條件式描述，而不是對各個自然類的真實描述，否則科學理論會成為可以用來否定觀察到的現象的證據。:428

## 奎因和空布利斯
1969年威拉德·范奧曼·奎因出版《Natural Kind》分析哲學論文，提出另一派觀點:1:41。奎因同意從有限的觀察中歸納出通則在邏輯上不合理，每一場觀察都和其他的觀察有無限多的差異，然而人類卻成功地從中定義出哪些相似的東西屬於同類，我們有能力認知到「紅圓圈」比較接近「粉紅橢圓」，而不是「藍三角」，這樣的能力讓我們可以建立實用的科學知識。他猜想人類可以直覺地辨認出哪些東西是同一個自然類，而科學的成功證明了自然類確實存在:46–9。奎因認為這樣的能力是在天擇的作用下演化出來的，人腦用正確的方式定義顏色可以區分安全的食物。對於科學界把顏色定義成連續光譜、否定人為切割出的顏色，他認為天擇給了人類兩層能力，先是把所有的東西分出顏色，然後建立科學，重新定義另一套更新更好的分類系統:49。
1993年希拉里·空布利斯評估了奎因的觀點及學界的後續修正:1。他同意奎因的立場：自然類的存在讓歸納法成為合理的推論過程，若不是因為有自然類，歸納法從有限的觀察來推論出通則並作出預測就不合理:7。科學從自然界得到知識的方法是預設自然類存在，從而得以用歸納法自極少量的觀察中建立科學知識:87-93。空布利斯同意奎因的主張，認為人類的心理學機制是主觀地定義什麼樣的東西可以視為同類，他進一步把這描述為另一套有別於自然類的系統:81。人類建立的分類系統不等於自然類，但既然科學運作得如此成功，這證明人類認知的分類必然近似於自然類:3。他說如果一門成熟的科學中定義的單位和真正的自然類不同，而是完全只依人類的認知系統來定義，而這些定義還能有效作出預測，那就像是奇蹟。歸納法可以運作的前提是自然界存在某種結構將我們定義的概念綁在一起:41–2。空布利斯沒有解釋人類的直覺如何從有限的觀察中得知該怎麼建立合理的分類，只說人類能敏銳地用直覺找尋自然類，而且就連嬰兒都有此能力:9, 93。

## 希拉蕊·普特南
希拉蕊·普特南從語義學出發，否定自然類只是由一系列描述來定義的說法。他提出孿生地球的思想實驗：某個星球上的水是由XYZ構成而不是H2O，然而除此之外性質完全相同。該星球上的人所認知和描述的水會和地球人相同。普特南因此主張光是讓任何人來描述一系列水的性質是不夠的，必須有專家來描述關於水的「核心事實」（core facts）才能定義水這個自然類。只要能夠描述這些核心性質，就可以傳達這個自然類的本質。

## 張夏碩和溫特
2016年凱薩琳·肯迪科（Catherine Kendig）編輯了《Natural Kinds and Classification in Scientific Practice》論文集。肯迪科否定根據本質、自然律、同質關係或基本性質進立的亞里斯多德式分類，也否定這樣的分類可以對應到現實世界的本體。由此出發，他放棄傳統認定的那種恆久不變、獨立在人類意識之外的自然類，在論文集中收集對於各領域科學家在實務上如何認定「自然類」的許多研究。:1–3
該文集的貢獻者之一是張夏碩，他的文章描述化學這門成熟的科學。化學以定義各種自然類聞名：「水是H2O」、「金的原子序是79」。他不使用奎因定義的那種有實體的自然類，而是以分類原則來定義自然類。這樣的自然類來自人類的科學和哲學活動:42–3，他認為就算看起來是穩定的，也不應該假定它們是真理:33–4。歸納法不斷修改這些類的定義，因而讓這些分類規則更實用，這實用性讓我們覺得這些「類」很「自然」:34。
以「元素」這個自然類為例，最初的假說是無法被火炎或酸分解的東西就是不變的元素。後來由於發現了可逆反應，化學反應中衡常的性質從元素改成重量。之後又因為發現有些反應總是有特定重量比的反應物和產物而修正，建立原子論，之後元素變成用原子核裡的質子數量（原子序）來定義:38–9。張夏碩認為這樣的例子否定了傳統上定義的那種獨立在人類之外、建立在本質主義的假設上、必須透過某種超自然方式才能認知到的自然類。他提暢把自然類定義為人類透過科學活動發明的各種概念:44。張夏碩的立場可以視為一種建構論。
文集中另有一篇拉斯姆斯·溫特所寫的文章，描述地理資訊系統這門新學科如何在空間資料中找尋關聯性，並依據歸納法定義出自然類。在收集地理資訊、合併資料點、建立資料庫、空間分析、可視化、繪出地圖等過程中，全都需要定義各種空間、物體、相關性、機制等等，溫特指出這些自然類是為了特性的目的而在當下的情況中建立，不是唯一定義，而且可以出錯:197。從混亂的資料中建立自然類的方法包括減低或加強複雜度、合併、分割或刪除資料點；地理性質、機制和特徵當然是真的存在，但是如何把它們分門別類並展示在地圖上是由人類決定，因此實在論和建構論並非互斥，自然類既是被人類發現，也是被人類發明:209。
相較於先前的研究，溫特的哲學立場著重在重新建構科學家認定的自然類，而不是證明或否定亞里斯多德傳統定義的自然類。他認為杜威也符合此立場，即使杜威否定原始定義的自然類。他認為杜威否定傳統定義的自然類，然後把自然類作為特定條件下有用的假說來分析:208。溫特也不像奎因討論自然類如何讓歸納法可以從有限的觀測中推論出通則，但他支持奎因把人類找到的實用類別視為自然類:207。